# Bergsryggen 22

Bergsryggen 22 är en fastighet i kvarteret Bergsryggen vid Ulvsundavägen 37–49 i stadsdelen Ulvsunda, västra Stockholm. Fastigheten är bebyggd med ett större bostadshus (av lamellhustyp) som uppfördes åren 1917–1918 som nödbostäder. Huset är en av få bevarade byggnader av denna typ i Stockholm.

## Bakgrund
Kring sekelskiftet 1900 rådde det svår bostadsbrist i Stockholm. Bostadssituationen förvärrades under första världskriget och Stockholms stadsfullmäktige beslöt att snabbt skaffa fram billiga, enkla bostäder. I Stockholm byggdes  under åren 1917–1924 cirka 2 500 nödbostäder. Ett av områden som uppfördes 1918 som nödbostäder är Cedersdalsgatans hus, som ännu finns bevarat. Ett annat område byggdes 1917 vid Skånegatan och Ringvägen på Södermalm efter Gunnar Asplunds ritningar, dessa är dock inte längre kvar idag; inte heller de nödbostäder som uppfördes i Gamla Stadshagen. Ett fortfarande existerande bostadshus från den tiden är byggnaden i kvarteret Bergsryggen vid Ulvsundavägen 37–49. 

## Arbetarbostäderna i kvarteret Bergsryggen
Åren 1916–1917 lät Stockholms stad uppföra den faluröda bostadslängan i tre våningar på klippan vid sydvästra sidan av Ulvsundavägen. Som arkitekt anlitades Gustaf Larson och byggherre var Stockholms Kooperativa Bostadsförening SKB. Larsson gav bostadslängan en genomarbetad fasadarkitektur, där långfasaden avbryts av en tvärställd byggnadskropp med gavel mot både gatu- och gårdssidan. Källar- och bottenvåningen utfördes av sten och de båda övre våningsplanen av trä. Det var en i Göteborg ofta förekommande byggnadstyp och kallas där landshövdingehus.
Byggnaden rymde (och rymmer fortfarande) ett stort antal små lägenheter om ett rum och kök, ursprungligen avsedda för bostadslösa. I en stadsplan från 1923 föreslogs att flera hus av den typen skulle byggas vid Ulvsundaplan, men det avslogs av Kungl. Maj:t.
Ursprungligen tänkt som ett provisorium fick byggnaden i kvarteret Bergsryggen permanent karaktär på 1960-talet, inte minst på grund av den goda fasadarkitekturen. År 2012 sålde Familjebostäder fastigheten till bostadsbolaget Willhem. Lägenhetstypen domineras av ett rum och kök med storlek mellan 40 och 45 m², alla har modern standard.

## Bilder

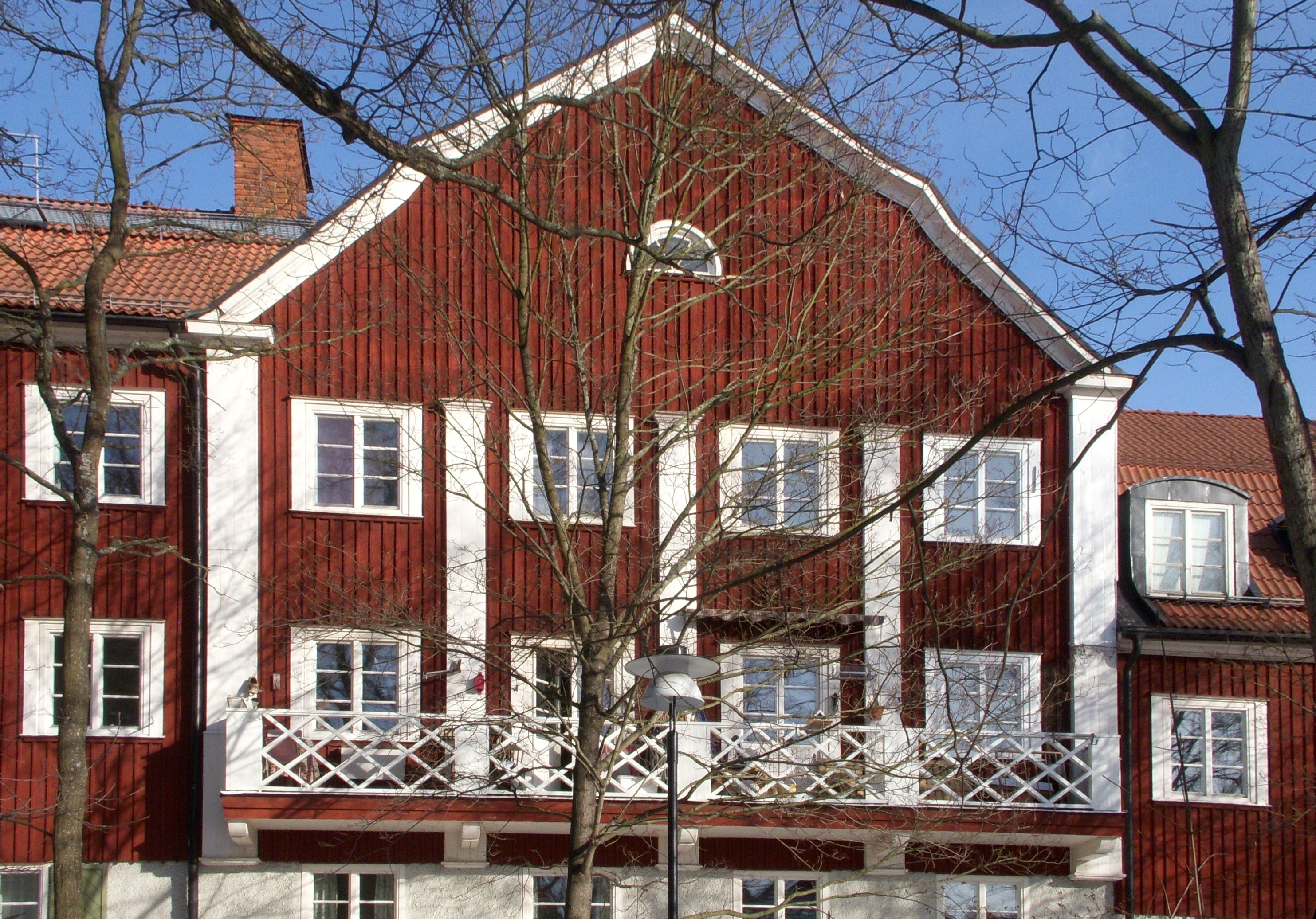
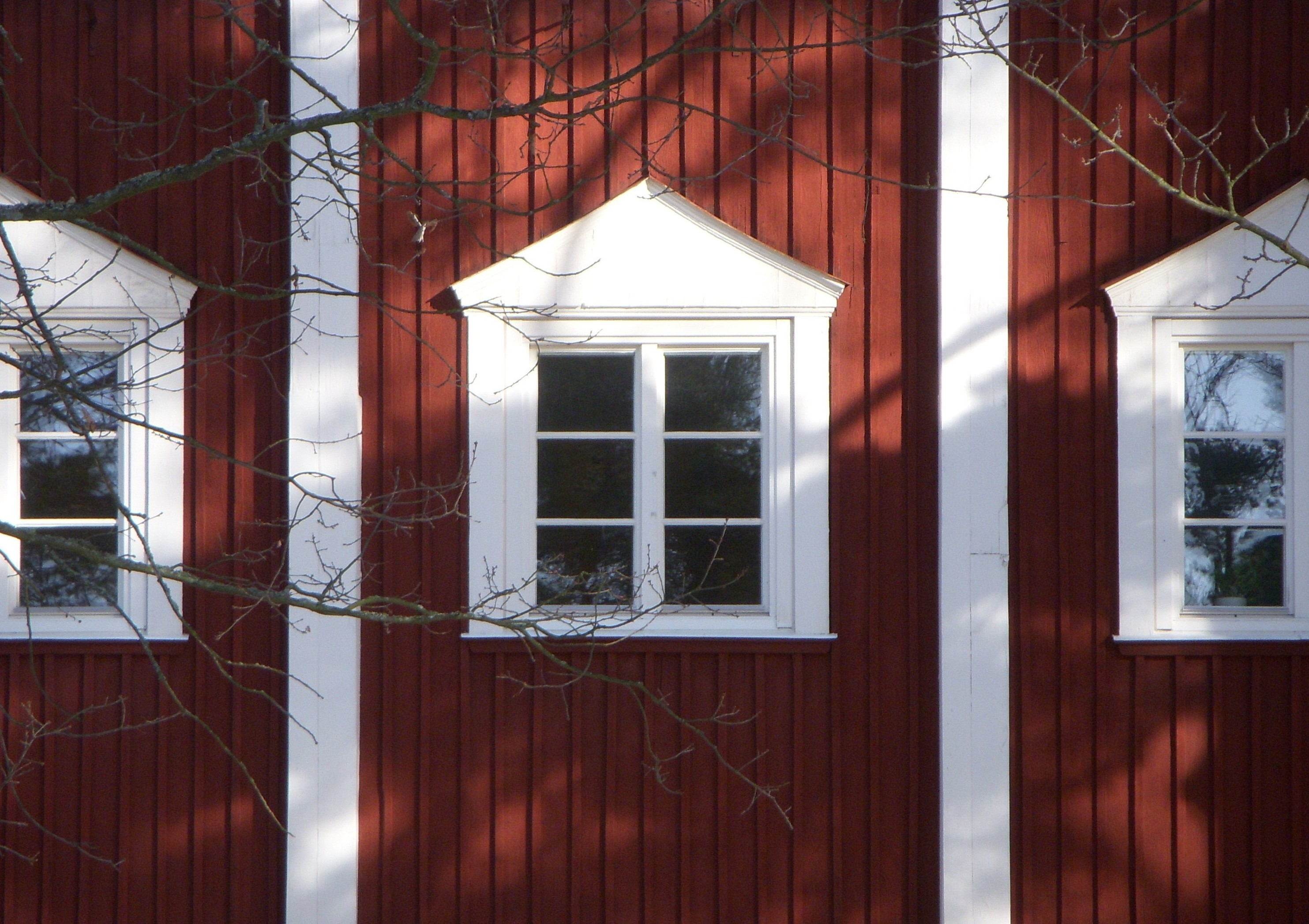
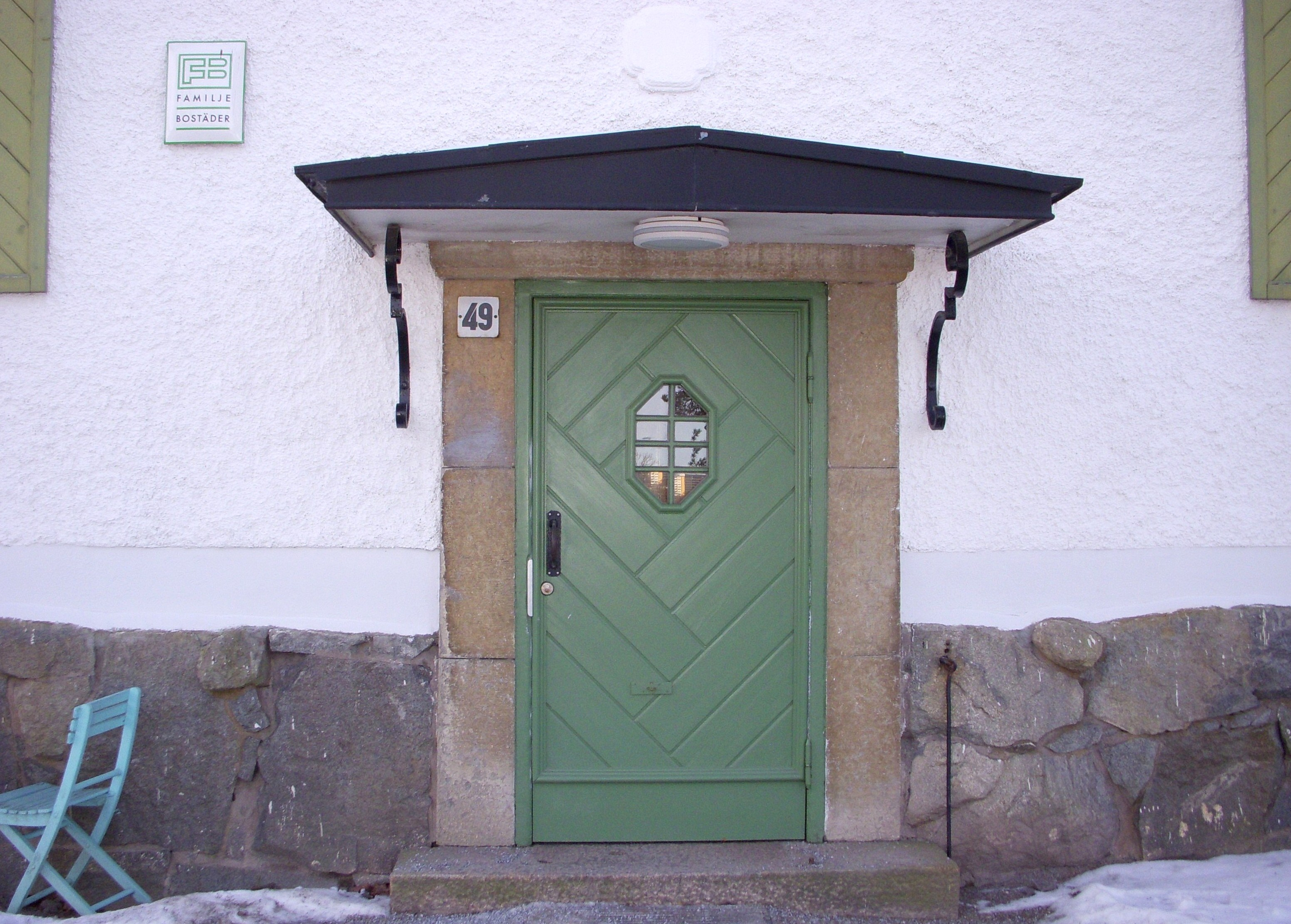
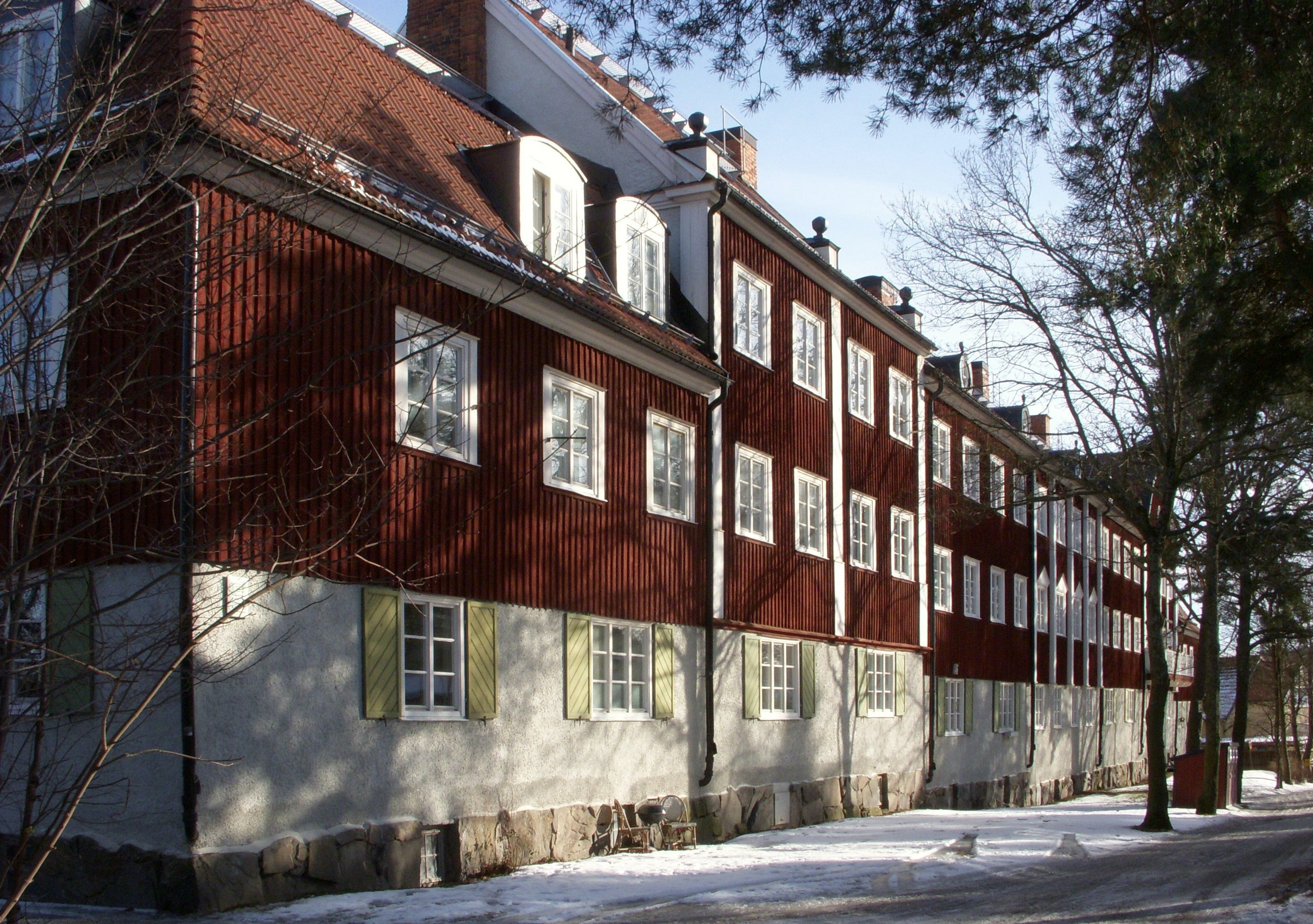

## Fördjupning
- Nödbostäder i Stockholm